# Charles P. Steinmetz

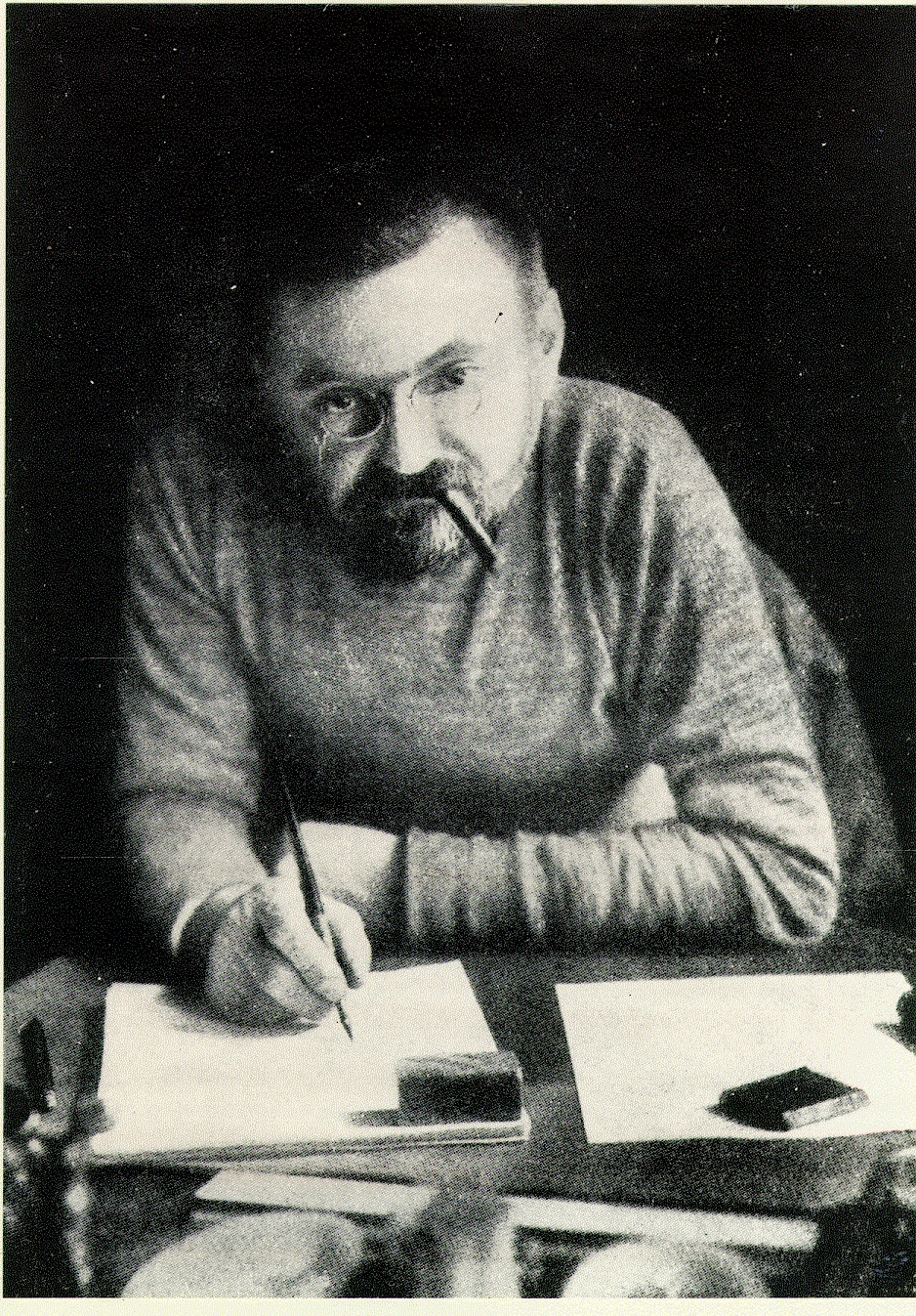
Charles Proteus Steinmetz

Charles Proteus Steinmetz, geboren als Carl August Rudolph Steinmetz, (* 9. April 1865 in Breslau; † 26. Oktober 1923 in Schenectady) war ein deutsch-amerikanischer Elektroingenieur. Er entwickelte Theorien zum Wechselstrom. Nach ihm ist die Steinmetzschaltung benannt, eine elektrische Schaltung für Elektromotoren. Des Weiteren geht auf ihn die in der Elektrotechnik übliche Bezeichnung j statt i für die imaginäre Einheit zurück. In der Geometrie ist der Steinmetz-Körper (Schnitt zweier bzw. dreier Vollzylinder) nach ihm benannt.

## Leben und Wirken

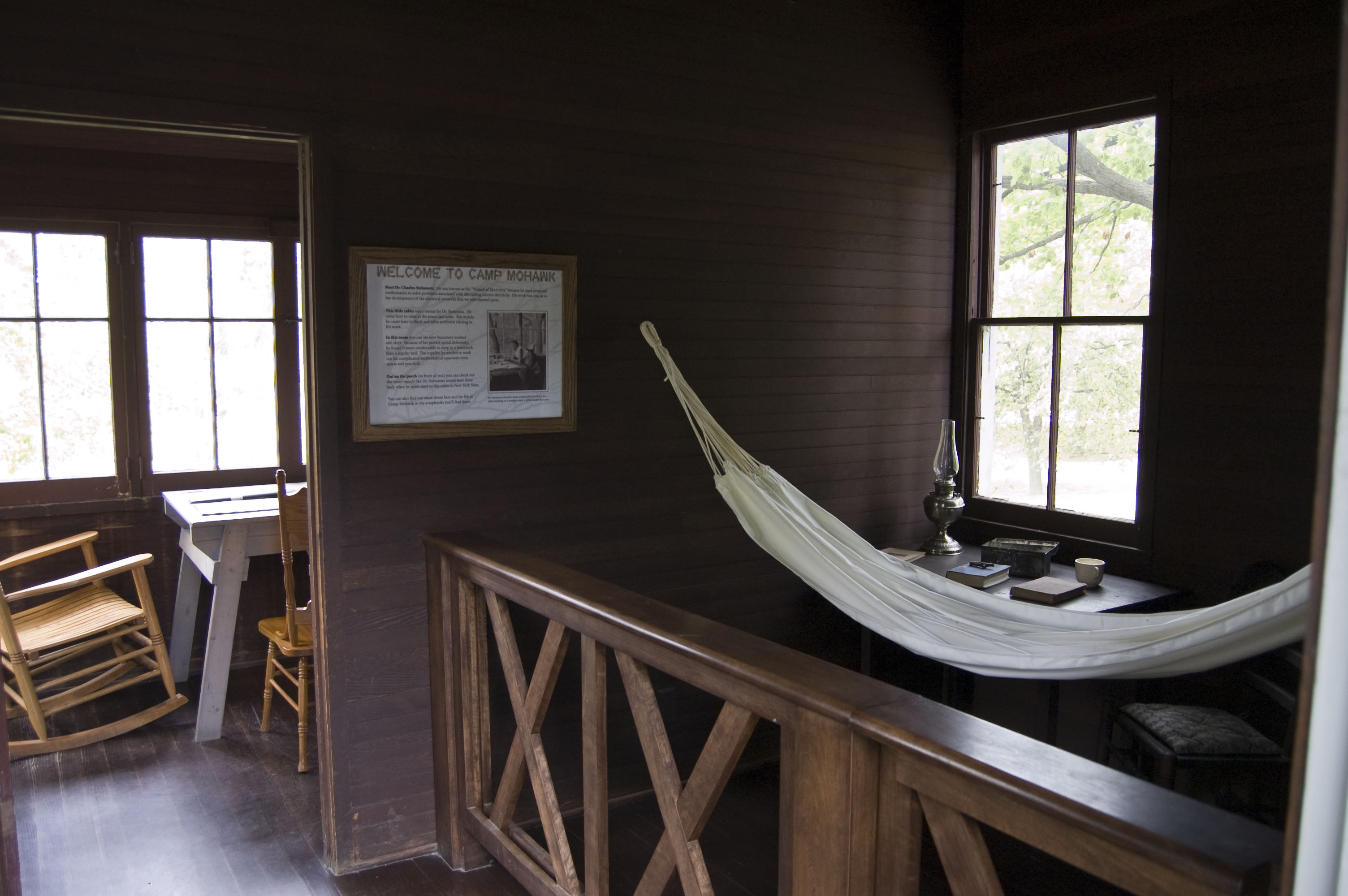
Arbeitsstätte von Steinmetz in Schenectady, New York

Steinmetz studierte ab 1883 bis 1888 an der Universität Breslau Elektrotechnik. Wie sein Vater litt er an Kleinwuchs. 1888, im Jahr seiner Doktorarbeit, verfasste er als bekennender Sozialist einschlägige Texte, was zur politischen Verfolgung im Rahmen der Sozialistengesetze unter Otto von Bismarck führte. Infolgedessen floh er nach Zürich in die Schweiz, wo er Bekanntschaft mit den Brüdern Gerhart und Carl Hauptmann und ihrem Kreis schloss. Im Jahr 1889 emigrierte er in die USA nach Yonkers im US-Bundesstaat New York.
Er arbeitete zunächst für Rudolf Eickemeyer und beschäftigte sich auf dem Gebiet des Ferromagnetismus, unter anderem zur magnetischen Hysterese und zur Problematik von Wirbelströmen. 1893 wurde die Firma Eickemeyer von der damals neu gegründeten General Electric übernommen. Weitere Arbeiten von Steinmetz betrafen Lichtbogenlampen, die er systematisch im Betriebsverhalten untersuchte und als Flutlicht zur künstlichen Ausleuchtung großer Areale nutzte.
Steinmetz engagierte sich in Schenectady, wo er lebte, auch in der Stadtverwaltung. Von 1901 bis 1902 war er Präsident des American Institute of Electrical Engineers (AIEE), von 1913 bis 1923 erster Vizepräsident der International Association of Municipal Electricians (IAME), einer Vorläuferorganisation der International Municipal Signal Association (IMSA).
Angeregt durch die Berichte über Otto Lilienthal gründete er die Mohawk Aerial Navigation Company (Ltd.), die 1894 zum weltweit ersten fliegerisch aktiven Luftsportverein wurde.
Er verfasste 13 Bücher, rund 60 Artikel, war Inhaber von 200 Patenten und Ehrenmitglied in der Studentenverbindung Phi Gamma Delta. Er starb am 26. Oktober 1923 in Schenectady und wurde im Vale Cemetery beigesetzt.
Steinmetz ist Protagonist in einem Roman der kalifornischen Autorin Elizabeth Rosner, Electric City (2014). Rosner verbindet Steinmetz’ frühes sozialistisches Ethos mit seiner humanistischen Vision einer besseren Gesellschaft basierend auf technischem Fortschritt: „Die politische Arena, die ihn in seiner Jugend bestimmte, die sozialistischen Ansichten, die ihn vor langen Jahren in sein Exil trieben, beschleunigten noch seinen anscheinend unersättlichen Hunger nach Veränderung.“

## Arbeiten

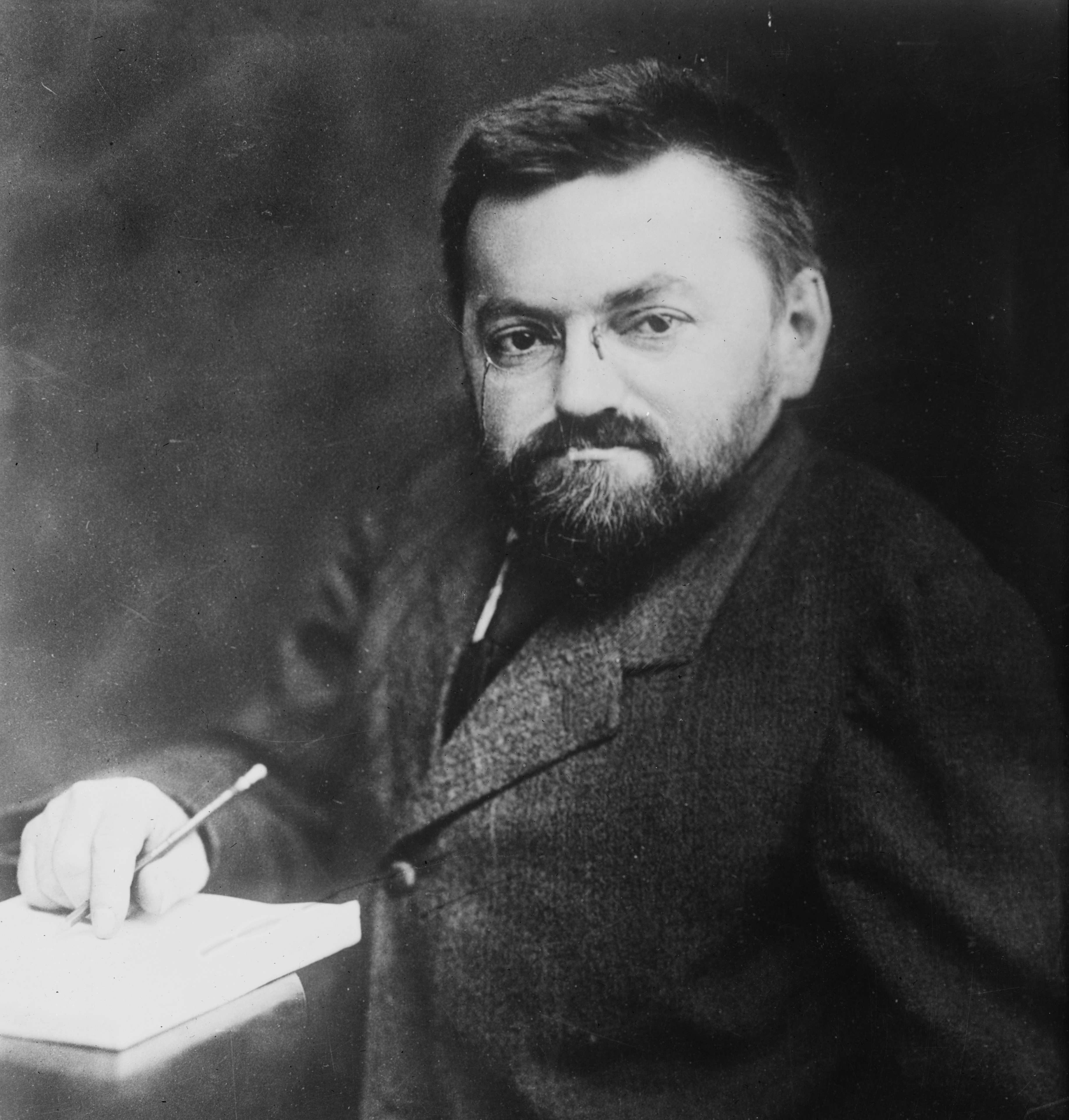
Charles Proteus Steinmetz, um 1915

### Auszeichnungen
- 1908 Certificate of Merit vom The Franklin Institute
- 1911 Mitglied der American Academy of Arts and Sciences
- 1913 Elliott Cresson Medal vom Franklin Institute
- 1914 Cedergren Medal

### Publikationen
Einige wesentliche Publikationen:
- Theory and calculation of alternating current phenomena, unter Mitarbeit von Ernst J. Berg, 1897.
- The Natural Period of a Transmission Line and the Frequency of lightning Discharge Therefrom, in: The Electrical World, 27. August 1898, S. 203–205.
- Theoretical elements of electrical engineering, McGraw publishing company, 1902.
- Theory and calculation of transient electric phenomena and oscillations, McGraw publishing company, 1911.

### Patente
Einige wesentliche Patente:
- Patent  US0533244: System of distribution by alternating current.‌
- Patent  US0559419: Inductor dynamo.‌
- Patent  US0583950: Three phase induction meter.‌
- Patent  US0594145: Inductor dynamo.‌
- Patent  US0714412: Induction motor.‌
- Patent  US0717464: System of electrical distribution.‌
- Patent  US0865617: Induction motor.‌
- Patent  US1025932: Means for producing light.‌
- Patent  US1042986: Induction furnace.‌
- Patent  US1230615: Protective device.‌